# Rio Grande Valley Vipers 2007-2008
La stagione 2007-08 dei Rio Grande Valley Vipers fu la 1ª nella NBA D-League per la franchigia.
I Rio Grande Valley Vipers arrivarono quinti nella Southwest Division con un record di 21-29, non qualificandosi per i play-off.

## Roster
| N° | Naz.                   | Ruolo | Sportivo         | Anno | Alt. | Peso |
| -- | ---------------------- | ----- | ---------------- | ---- | ---- | ---- |
|    | Stati Uniti (bandiera) | G     | Luke Anderson    | 1982 | 198  | 93   |
| 1  | Stati Uniti (bandiera) | G     | Aaron Brooks     | 1981 | 189  | 90   |
| 2  | Stati Uniti (bandiera) | C     | Kyle Davis       | 1986 | 206  | 107  |
| 11 | Messico (bandiera)     | P     | Sergio Sánchez   | 1983 | 180  | 70   |
| 12 | Stati Uniti (bandiera) | C     | Kenny Taylor     | 1983 | 208  | 115  |
| 13 | Stati Uniti (bandiera) | P     | Kris Collins     | 1983 | 188  | 86   |
| 14 | Stati Uniti (bandiera) | G     | Desmon Farmer    | 1981 | 196  | 100  |
| 15 | Stati Uniti (bandiera) | A     | Jarred Merrill   | 1981 | 206  | 99   |
| 17 | Stati Uniti (bandiera) | P     | Quannas White    | 1981 | 188  | 86   |
| 18 | Stati Uniti (bandiera) | G     | Shannon Brown    | 1985 | 193  | 93   |
| 19 | Nigeria (bandiera)     | AG    | Gabe Muoneke     | 1978 | 200  | 113  |
| 21 | Stati Uniti (bandiera) | A     | Steve Novak      | 1983 | 208  | 100  |
| 22 | Stati Uniti (bandiera) | P     | Craig Winder     | 1984 | 184  | 86   |
| 23 | Stati Uniti (bandiera) | A     | Stanley Asumnu   | 1982 | 196  | 99   |
| 24 | Stati Uniti (bandiera) | G     | Quin Humphrey    | 1984 | 193  | 93   |
| 32 | Stati Uniti (bandiera) | G     | C.J. Watson      | 1984 | 188  | 82   |
| 33 | Stati Uniti (bandiera) | AP    | Trent Strickland | 1984 | 196  | 97   |
| 34 | Stati Uniti (bandiera) | A     | Kevin Bookout    | 1983 | 203  | 120  |
| 42 | Stati Uniti (bandiera) | A     | Chris Taft       | 1985 | 208  | 118  |
| 44 | Stati Uniti (bandiera) | AG    | Ivan Johnson     | 1984 | 203  | 104  |
| 44 | Stati Uniti (bandiera) | A     | Cedric Simmons   | 1986 | 206  | 107  |
| 50 | Stati Uniti (bandiera) | C     | Jesse Smith      | 1982 | 211  | 117  |

## Staff tecnico
- Allenatore: Bob Hoffman
- Vice-allenatore: Brian Walsh
- Preparatore atletico: Joe Resendez